# Endothélium

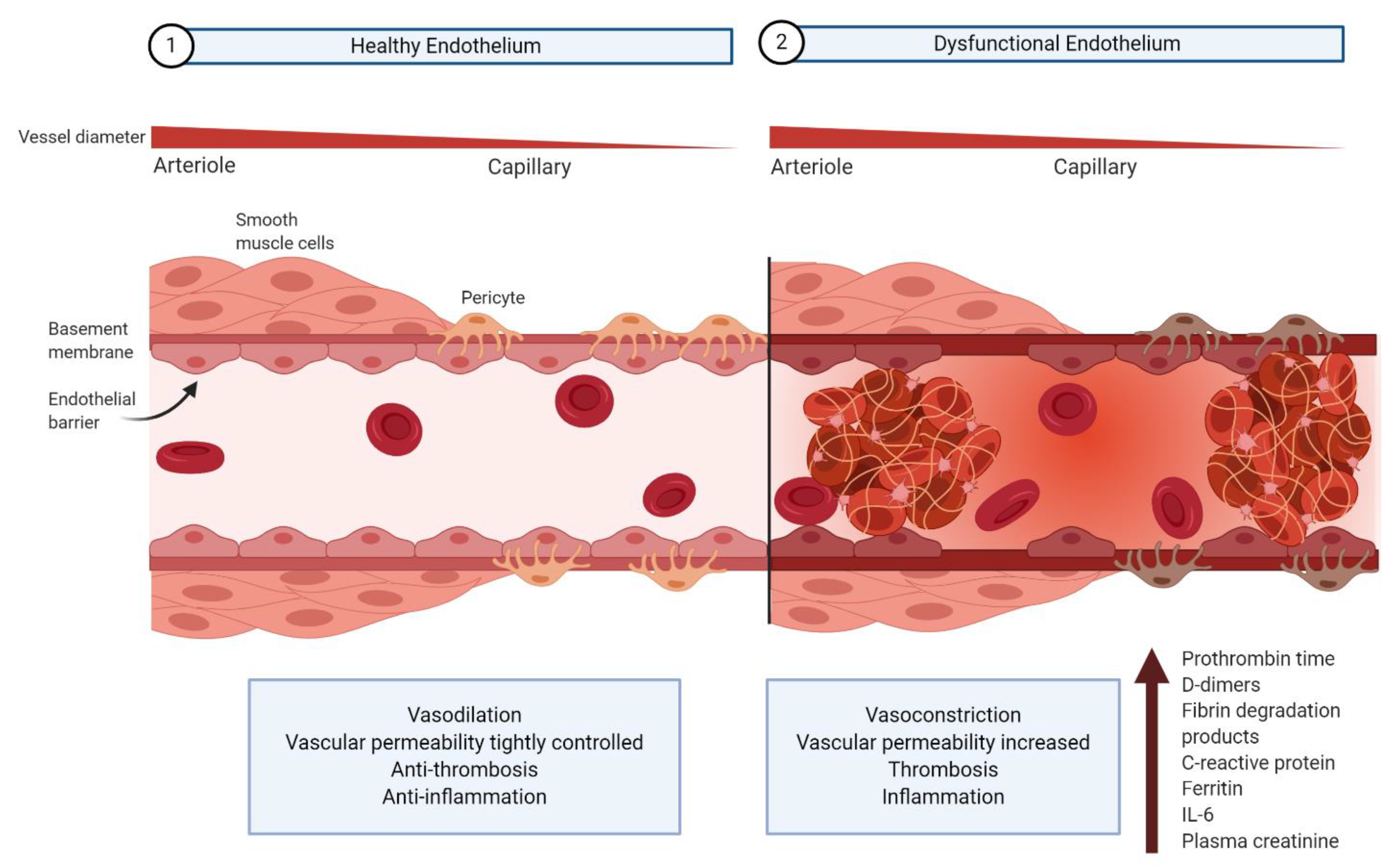
Comparaison de l'endothélium vasculaire sain et dysfonctionnel.

Pour l’article homonyme, voir la partie endothélium de l'article cornée.
L'endothélium vasculaire est la couche la plus interne des vaisseaux sanguins, celle en contact avec le sang.
Les dégradations pathologiques de l'endothélium sont dites « endothélites » ou endothéliites (ex. : Kérato-endothélite, quand le phénomène se déclare dans l’œil, à la suite d'un herpès, un zona ophtalmique, un lupus, une piqûre d'abeille, une greffe de cornée ou kératoplastie...). L'endothélite est une réponse immunitaire de type inflammatoire : les vaisseaux sanguins deviennent alors inflammés et un œdème des tissus environnants peut survenir (y compris du tissu conjonctif) se traduisant notamment par une irritation et une douleur pour le patient. Dans la cornée, une endothélite peut entraîner une perte irréversible de la vision. Les oreillons et certains virus (ex : cytomégalovirus, coronavirus) peuvent, dans certaines circonstances, en être des causes,,,.
Des facteurs aggravant ou prédisposant à un dysfonctionnement endothélial ou à l'endothélite sont notamment l'hypertension, le diabète, l'obésité ou les maladies cardiovasculaires, le tabagisme, et être de sexe masculin.
Une « endothélite à COVID-19 » pourrait expliquer l'altération de la fonction microcirculatoire souvent observée après infection par le virus SARS-CoV-2 de différents organes, ainsi qu'un état prothrombotique avec formation de caillots, chez les malades sévèrement atteints.

## Embryologie
L'endothélium est un tissu de type épithélial qui se différencie des autres épithéliums car il dérive du mésoderme embryonnaire, a contrario de la plupart des autres épithéliums qui dérivent majoritairement de l'endoderme et de l'ectoderme.

## Structure
L'endothelium est un épithélium pavimenteux simple constituant la couche interne des vaisseaux sanguins.
L’endothélium représente environ 1 % du poids du corps et recouvre une surface de 5 000 m2 pour un adulte.
Les cellules endothéliales, constitutives de l'endothélium, sont plates et polarisées ; la face apicale est en contact avec la lumière du vaisseau, la face basale étant quant à elle fixée sur une lame basale constituée de collagène.
Selon la taille du vaisseau, la morphologie de la cellule est très différente :
- dans les gros vaisseaux, tels que les artères et les veines, elle a une forme prismatique comme la plupart des cellules épithéliales ;
- dans les capillaires les plus petits, elle forme un petit tube à l'intérieur duquel le sang circule.

Les cellules sont reliées entre elles et avec la lame basale par des desmosomes et des hémidesmosomes. Il s'agit donc d'un tissu pouvant résister à de fortes sollicitations mécaniques (et à proximité du cœur elles sont élevées), mais perméable, dans les deux sens, aux substances dissoutes de petites tailles et à l'eau. Les cellules telles que les hématies sont incapable de le traverser mais les leucocytes, très déformables, le peuvent par diapédèse.
La lame basale est une structure collagénique, synthétisée par l'endothélium qui lui apporte une certaine résistance mécanique.

## Fonctions
Au début du XXe siècle, on comprend que l'endothélium n'est pas qu'un simple tuyau contenant passivement le sang, mais qu'il a des fonctions actives diverses, dont de régulation.
Ses principales fonctions sont de :
- contenir le sang à l'intérieur des vaisseaux sanguins, tout en autorisant l'échange des substances nutritives avec le milieu intérieur et le passage des globules blancs. Dans cette fonction, les cellules endothéliales et la lame basale coopèrent en agissant comme un filtre moléculaire.
- contrôler la coagulation sanguine. Les cellules épithéliales inhibent cette coagulation alors que la lame basale favorise l'agrégation des thrombocytes. Une rupture de l'endothélium est donc aussitôt colmatée et limite les hémorragies.
- contrôler la vasomotricité. En réponse à diverses hormones, l'endothélium peut générer de l'oxyde nitrique à partir de l'acide aminé L-Arginine provoquant une relaxation de la couche musculaire vasculaire et une vasodilatation.

### Fonctions spécialisées de l'endothélium
Selon les organes, l'endothélium peut se spécialiser et remplir une fonction spécifique à l'organe.
- Dans le rein, la lame basale est fenestrée. C'est-à-dire qu'elle comporte des trous, de 70 nm, qui lui donnent une fonction de filtre moléculaire. Ces trous permettent à toutes les molécules de passer à l'exception des protéines beaucoup trop grosses et jouent un rôle essentiel dans le fonctionnement du rein.

- Dans le système nerveux, au contraire, les cellules endothéliales sont reliées par des jonctions serrées empêchant les molécules de passer entre les cellules. L'endothélium ici participe à la barrière hémato-encéphalique.

## Contraintes mécaniques et biochimiques
Le flux pulsatile du sang génère trois types de forces hémodynamiques : la pression hydrostatique générée par le liquide, l’étirement cyclique ou « cyclic stretching » et les contraintes de cisaillement ou « shear stress ».
- L’étirement cyclique correspond à une distension de la paroi induite par un gradient de pression transmurale. Il est fonction de l’épaisseur du vaisseau, de sa composition et du degré de contraction des cellules musculaires lisses. Le principal effet de l’étirement cyclique est l’induction d’un stress oxydatif au niveau des cellules endothéliales.

- La contrainte de cisaillement correspond aux forces frictionnelles exercées par le flux sanguin contre la paroi vasculaire. Il est déterminé par le débit sanguin, la viscosité du sang et par le diamètre du vaisseau. La valeur moyenne de cette contrainte, dans une portion droite de vaisseau, est comprise entre 1 et 2 Pa, selon le type de vaisseaux.

In vitro, en réponse à ces stimuli, deux phases de réponses des cellules endothéliales sont à distinguer :
- une réponse précoce qui se déclenche dans les secondes qui suivent le début des contraintes liées au flux. Cette réponse est liée à la force mécanique imposée par le flux. On parle de « sensing mécanique » ;
- une réponse tardive correspondant à l’adaptation des cellules à un flux soutenu. Ainsi, des variations métaboliques précoces et des variations morphologiques plus tardives sont induites afin de permettre à la cellule de s’adapter à son environnement :
  - variation métabolique précoce : elle correspond à la modification du transcriptome et du protéome des gènes possédant dans leur promoteur une séquence spécifique appelée « Shear Stress Response Element » (SSRE). Certains gènes impliqués dans la vasoactivité, l’adhésion cellulaire, la coagulation et des facteurs de croissance voient ainsi leur expression modifiée,
  - variation morphologique tardive : elle correspond à la réorientation des cellules dans le sens du flux. Une réorganisation du cytosquelette, et plus particulièrement des filaments d’actine, dans le sens du flux est observée.

L’activation endothéliale, générée par les contraintes biochimiques, est principalement due à des médiateurs humoraux tels que les cytokines comme le tumor necrosis factor (TNF), les hormones ou les facteurs de croissance. Ces substances sont apportées par le sang ou produites localement par les cellules endothéliales elles-mêmes ou par des cellules du compartiment vasculaire. Les cellules endothéliales sont ainsi sensibles au stress oxydatif provoqué par la présence accrue de dérivés oxygénés, tels que les ions superoxydes, les peroxydes d'hydrogène et les radicaux hydroxyles, débordant le système anti-oxydant (superoxyde dismutase). Ce stress aboutit à l’acquisition par la cellule d’un phénotype pro-inflammatoire et à une modification des interactions entre l’endothélium, les leucocytes et les plaquettes.

## Endothélite à COVID-19
Cette endothélite semble pouvoir expliquer l'altération de la fonction microcirculatoire souvent observée dans les cas sévères d'infection par le virus SARS-CoV-2, et ce, dans différents organes. Elle expliquerait notamment l'état prothrombotique (avec formation de caillots) souvent décrit chez les malades sévèrement atteints de COVID-19.
On a montré (le 8 mai 2020, via une analyse bio-informatique des bases de données de génome, protéome et transcriptome) que l'ACE2 et la TMPRSS2, deux protéines respectivement indispensable et utile au virus pour qu'il puisse s'accrocher à une cellule et la pénétrer, sont très présents dans les organes génitaux masculins et le système urinaire associé. Outre à la surface des gamétocytes dans les testicules, le récepteur ACE2 est aussi exprimé à la surface des cellules endothéliales. Il est aussi très présent dans les tubules rénaux proximaux. Les récepteurs des cytokines pro-inflammatoires (IL-6 ST en particulier) étaient remarquablement et notamment concentrés dans les cellules endothéliales du rein et du testicule (ainsi que dans les macrophages et les cellules souches spermatogoniales, évoquant des attaques auto-immunes). Correctement traitée, la COVID-19 implique d'intégrer ces aspects de la maladie.
Un recrutement anormalement intense de cellules immunitaires, par exemple activées par un virus dans une situation de choc cytokinique, peut entraîner un dysfonctionnement endothélial généralisé. Et comme l'endothélium vasculaire est aussi un organe paracrine, endocrinien et autocrine actif, absolument indispensable à la régulation du tonus vasculaire et au maintien de l'homéostasie vasculaire, sa défection est un évènement grave pour tout l'organisme ; elle entraine notamment une dysfonction microvasculaire, en modifiant l'équilibre vasculaire vers une vasoconstriction anormale, associée à une inflammation et à un œdème tissulaire et un état pro-coagulant pouvant conduire à l'ischémie (avec des apoptoses en série).
Zsuzsanna Varga et ses collègues notaient en mai 2020 que tous les facteurs connus pour prédisposer à une dysfonction endothéliale (sexe masculin, tabagisme, hypertension, diabète, obésité, maladies cardiovasculaires) sont aussi « tous associés à des résultats défavorables dans la COVID-19 ».